# دمنكة
دمنكة، قرية تابعة للوحدة المحلية بقرية كفر مجر التابعة لمركز دسوق في محافظة كفر الشيخ في جمهورية مصر العربية.

## التاريخ
قرية دمنكة من القرى القديمة، واسمها الأصلي وقت الفتح الإسلامي لمصر دمينكا، كما ذكرها ياقوت الحموي في معجم البلدان فقال: «دمينكة قرية من قرى مصر غربي النيل » وقد وردت باسم دُمينكا في أعمال الغربية ضمن قرى الروك الصلاحي التي أحصاها ابن مماتي في كتاب قوانين الدواوين، كما وردت باسم دمينكا في أعمال الغربية ضمن قرى الروك الناصري التي أحصاها ابن الجيعان في كتاب «التحفة السنية بأسماء البلاد المصرية». وفي العصر العثماني كان اسمها في تربيع سنة 933هـ/1527م الذي أجراه الوالي العثماني سليمان باشا الخادم في عصر السلطان العثماني سليمان القانوني دمينكا ضمن قرى ولاية الغربية، وفي تاريخ 1228هـ/1813م الذي عدّ قرى مصر بعد المسح الذي قام به محمد علي باشا باسم دمنكة ضمن قرى مديرية الغربية.

## السكان
حسب إحصاءات عام 2006، بلغ عدد سكان دمنكة 8,005 نسمة، منهم 4,157 ذكر و3,848 أنثى.

## توابع القرية
لا يوجد لها أي توابع من عزب وكفور ونجوع.